# Kaxmyrhalstjärnen
Kaxmyrhalstjärnen är en sjö i Skellefteå kommun i Västerbotten och ingår i Byskeälvens huvudavrinningsområde.